# Лейзи
Ле́йзи (эст. Leisi) — посёлок в волости Сааремаа уезда Сааремаа, Эстония.
До административной реформы местных самоуправлений Эстонии 2017 года входил в состав волости Лейзи и был её административным центром.

## География и описание
Расположен в северной части острова Сааремаа, на берегу залива Парасметса, в 36 километрах к северу от уездного и волостного центра — города Курессааре. Высота над уровнем моря — 16 метров.
В границах посёлка находится часть природоохранной зоны Вяйнамере.
Климат умеренный. Официальный язык — эстонский. Почтовый индекс — 94202.

## Население
По данным переписи населения 2021 года, в Лейзи насчитывался 271 житель, из них 268 (98,9 %) — эстонцы.
По данным переписи населения 2011 года, в посёлке проживали 264 человека, все — эстонцы.
Численность населения посёлка Лейзи по данным переписей населения:
| Год  | 1959 | 1970   | 1979  | 1989  | 2000  | 2011  | 2021  |
| ---- | ---- | ------ | ----- | ----- | ----- | ----- | ----- |
| Чел. | 461* | ↘ 372* | ↘ 366 | ↘ 357 | ↘ 335 | ↘ 264 | ↗ 271 |

*Деревни Лейзи I, Лейзи II, и Олгакюла вместе
Численность населения деревень Лейзи I, Лейзи II, и Олгакюла, из которых в 1977 году был сформирован посёлок Лейзи: 
| Деревня / год | 1959 | 1970  |
| ------------- | ---- | ----- |
| Лейзи I       | 244  | ↘ 165 |
| Лейзи II      | 156  | ↘ 141 |
| Олгакюла      | 81   | ↘ 66  |

## История
Первое упоминание о Лейзи относится к 1645 Году (Löißkull, Loyßküll, Löysekull); в 1798 году упоминается Laisiküll.
Во времена шведского правления, во второй половине XVII века, на землях современного посёлка Лейзи была основана государственная мыза Лайсберг (Laisberg). В XIX веке большая часть земли здесь была передана крестьянам, а земли мызы Лайсберг были переданы церкви. К началу XX века возник посёлок, который на севере охватывал также земли мызы Паррасмец (рус. Паррасмецъ, нем. Parrasmetz, эст. Parasmetsa mõis).
На севере посёлка Лейзи, у поворота шоссе Мустъяла ранее находилась скотоводческая мыза Шарлоттенталь (нем. Charlottenthal, в 1781 году упоминается как нем. Charlottendahl), также мыза Йыэ (эст. Jõe karjamõis).
В 1851 году в посёлке была открыта православная церковно-приходская школа.
В 1970-х годах в списке населённых пунктов значились две деревни с названием Лейзи: Лейзи I и Лейзи II. Из них в 1977 году был снова сформирован посёлок, в который также была включена деревня Олгакюла (эст. Olgaküla).
В посёлке находится братская могила советских воинов, павших во Второй мировой войне, с надписью на памятнике «Вечная слава героям, павшим в боях за свободу и независимость нашей Родины 1941—1945» ( с 1997 до 2022 года). Согласно опубликованному 30 ноября 2022 года протоколу рабочей группы по советским памятникам при Госканцелярии Эстонии памятник был признан «красным монументом», подлежал демонтажу и замене на т. н. нейтральный с надписью «Жертвы Второй мировой войны». Памятник был демонтирован весной 2023 года (см. Список советских военных памятников Эстонии).

## Инфраструктура
В посёлке с 1950 года работает средняя школа (в 2002/2003 учебном году 331 ученик; в 2009/2010 учебном году — 232 ученика), есть почтовое отделение, дом культуры, библиотека, продуктовый магазин, стадион, певческая эстрада, пожарная часть. Действует православная церковь Святой Ольги (построена в 1873 году по типовому проекту, такие же церкви есть в деревнях Аруссааре, Лалси, Ээрику и Урусте). Также действует баптистский приход.

## Галерея

Посёлок Лейзи
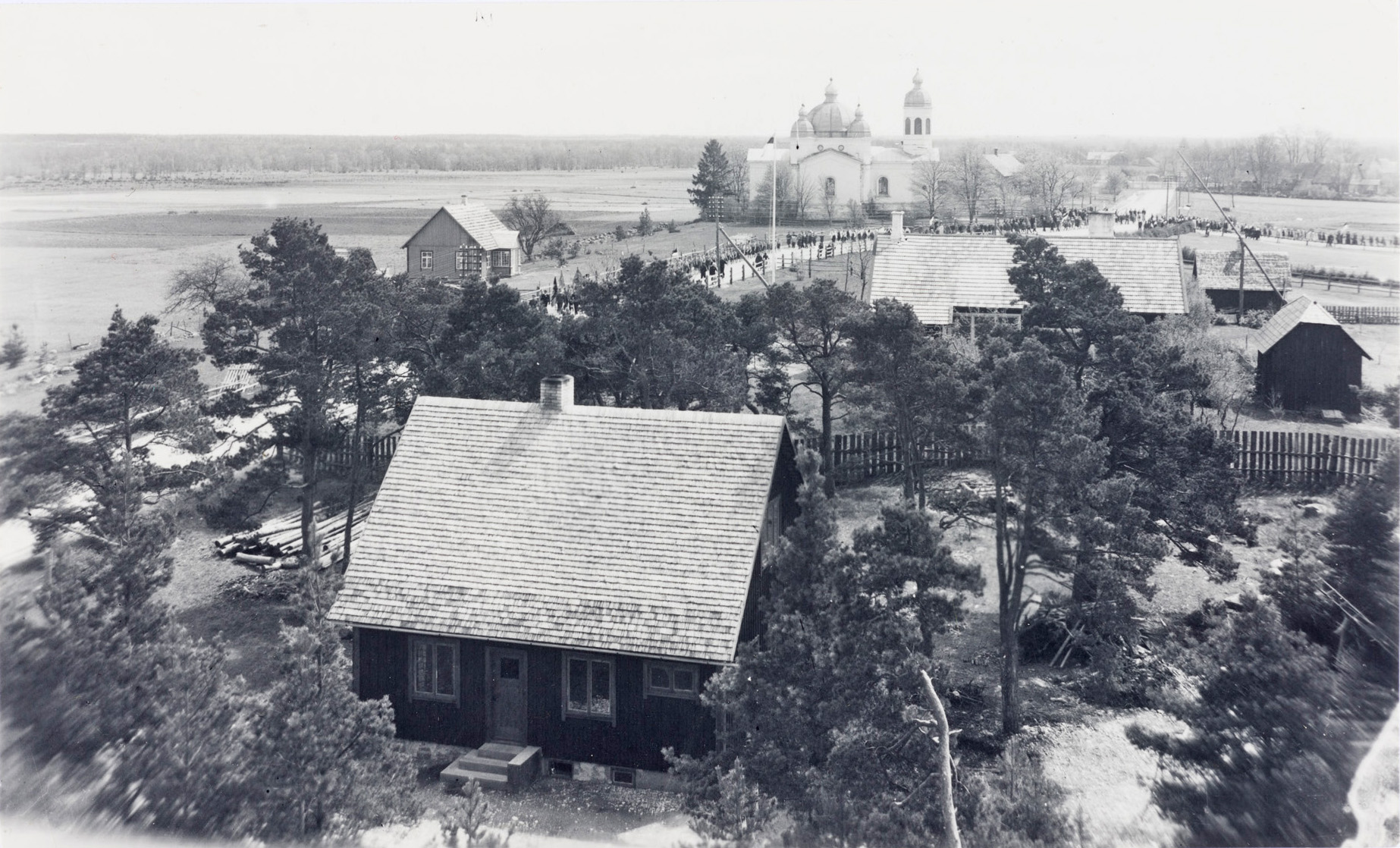
Лейзи в 1920—1940-е годы
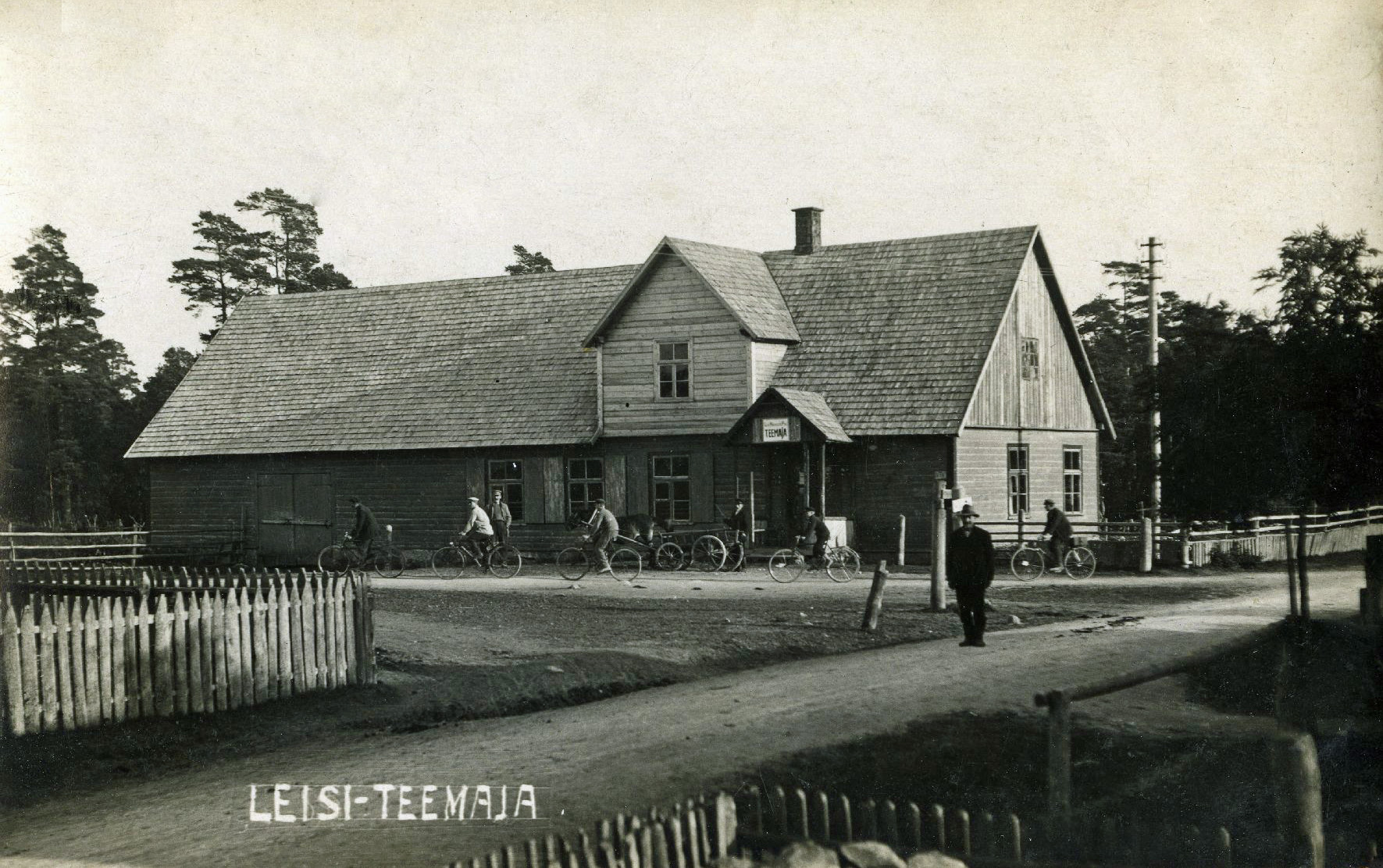
Чайная, 1922—1927 годы
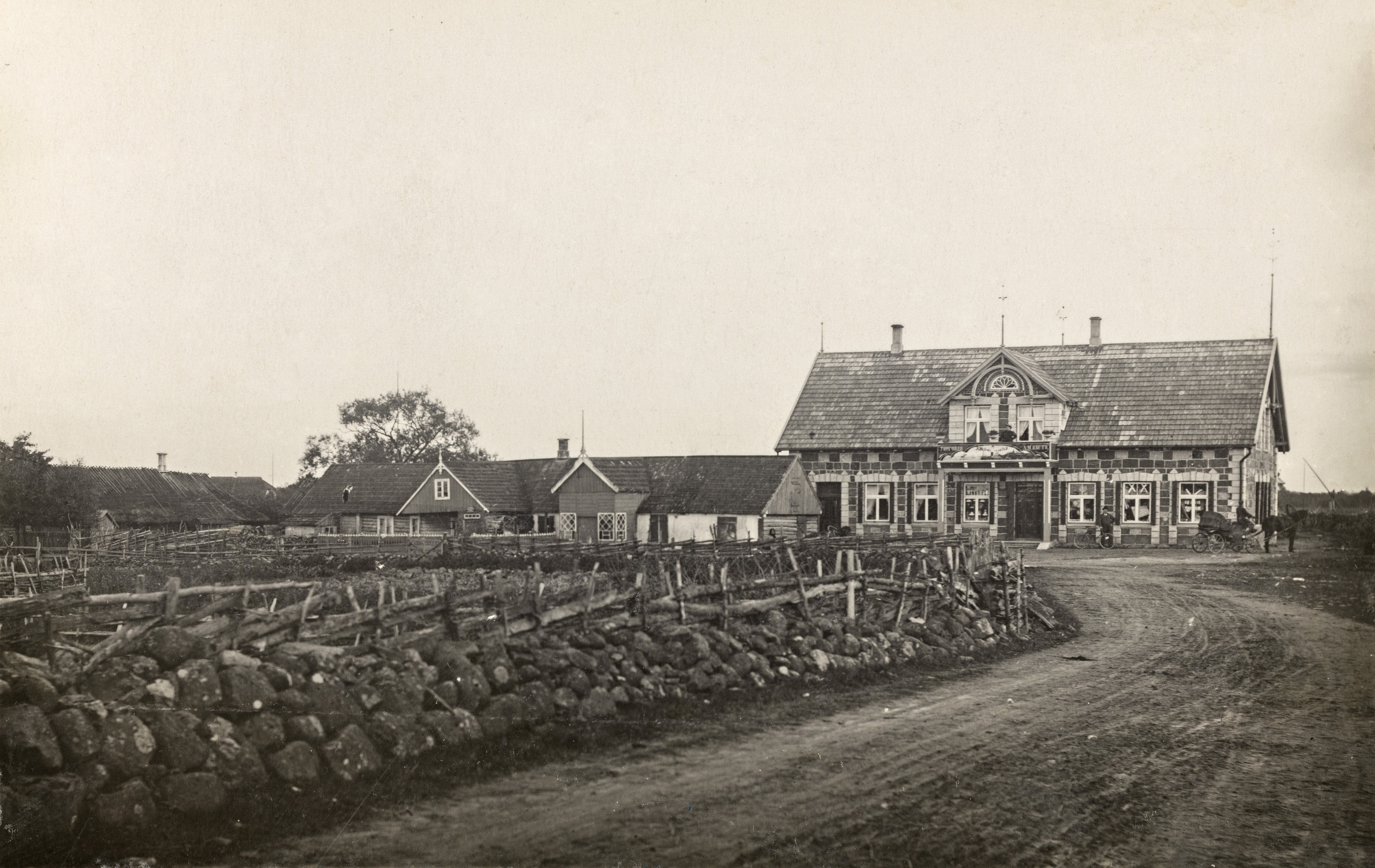
Дом торговца Антона Юксти, 1920—1929 годы
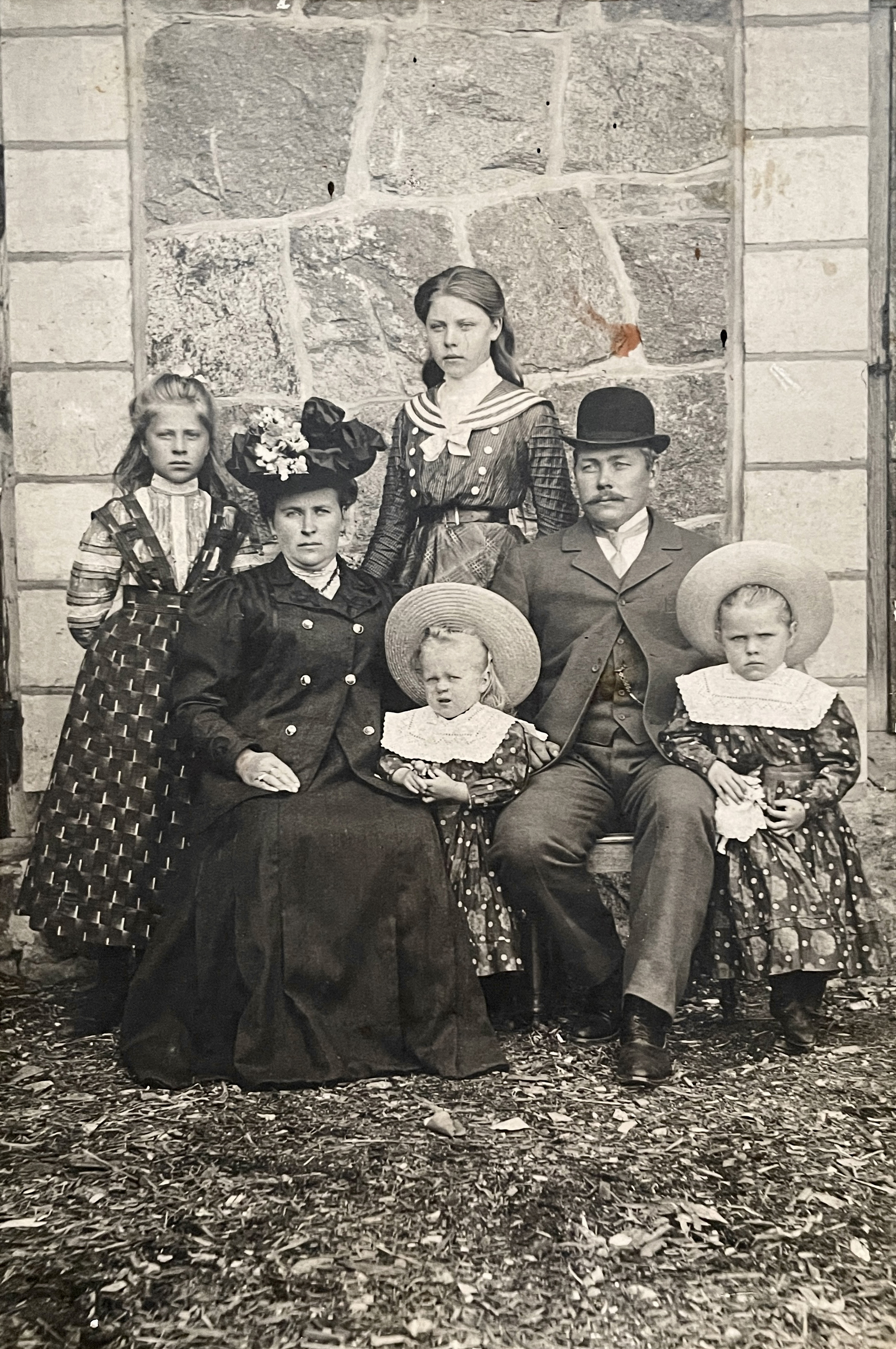
Торговец Антон Юксти с семьёй у магазина, 1920—1929 годы
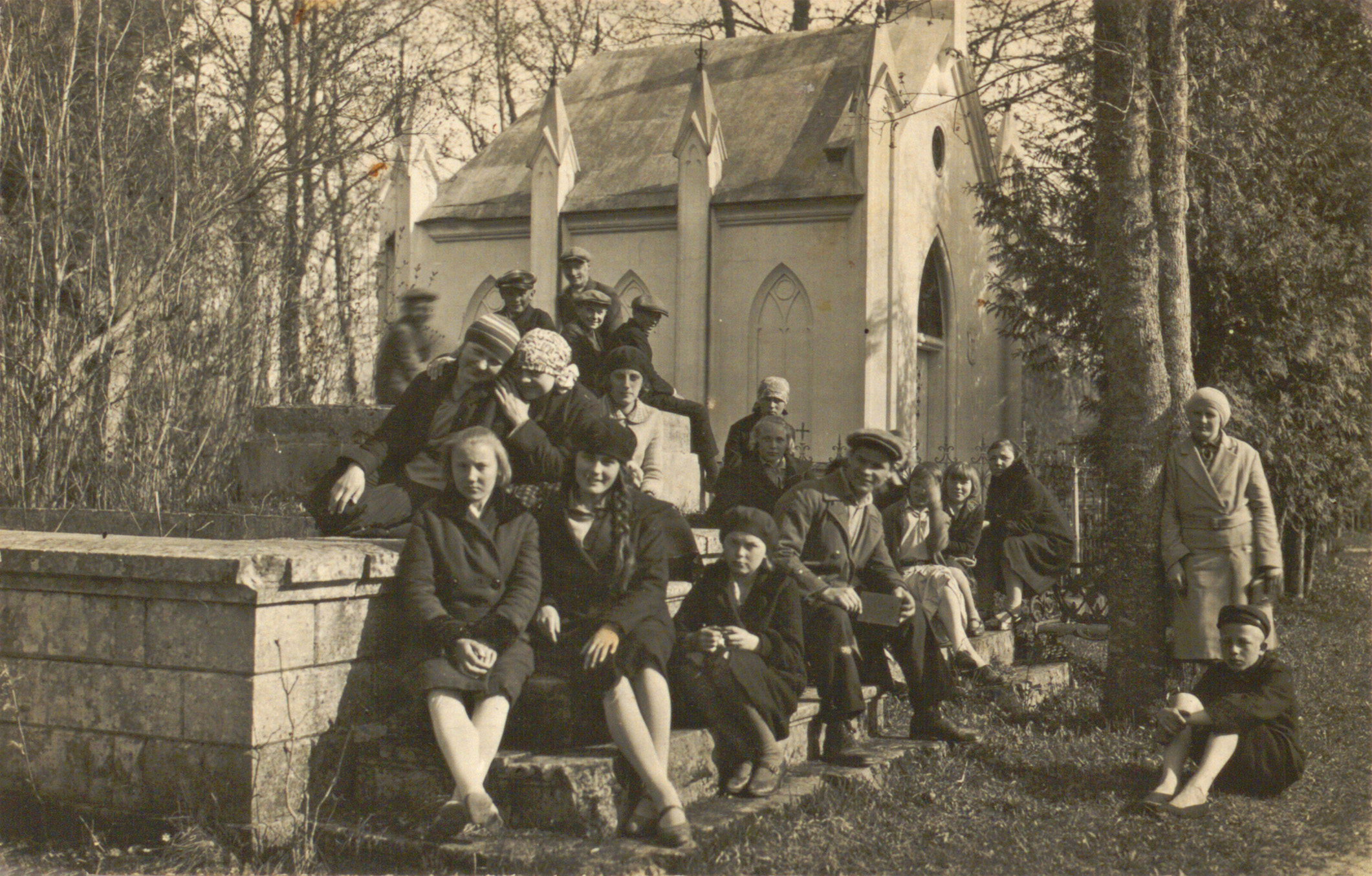
Группа шестиклассников и учителей начальной школы Лейзи, 1931 год
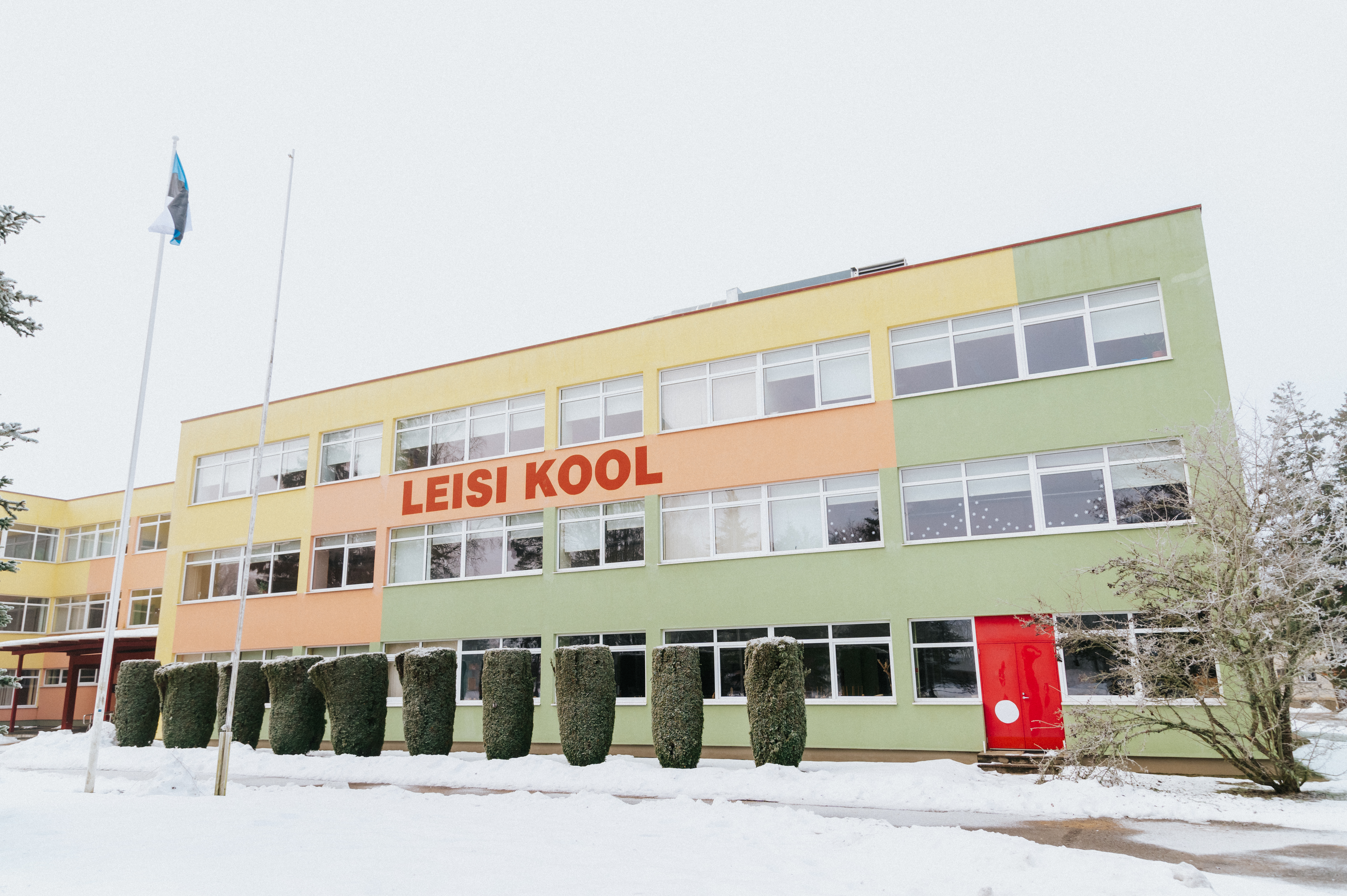
Школа
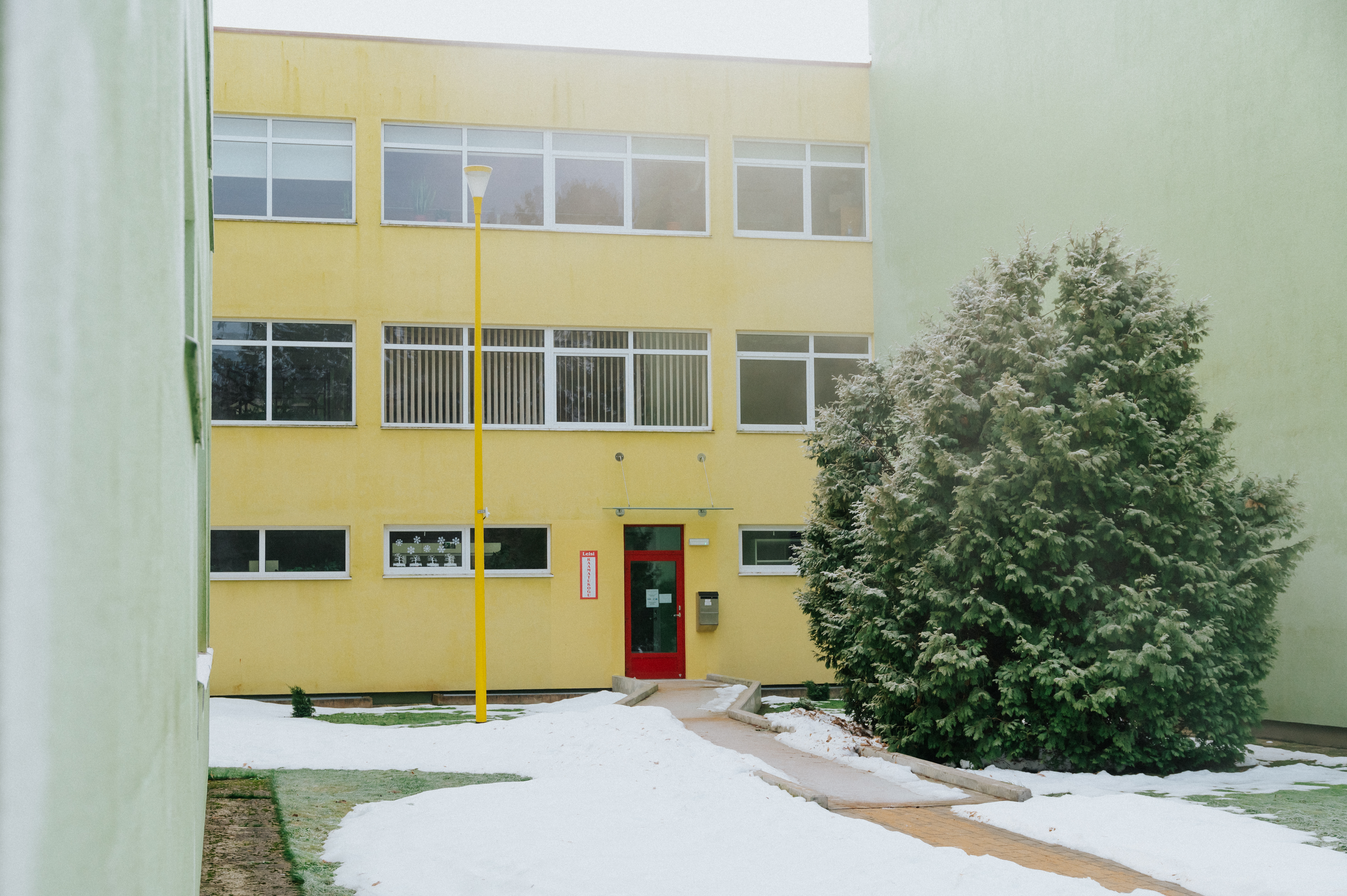
Библиотека
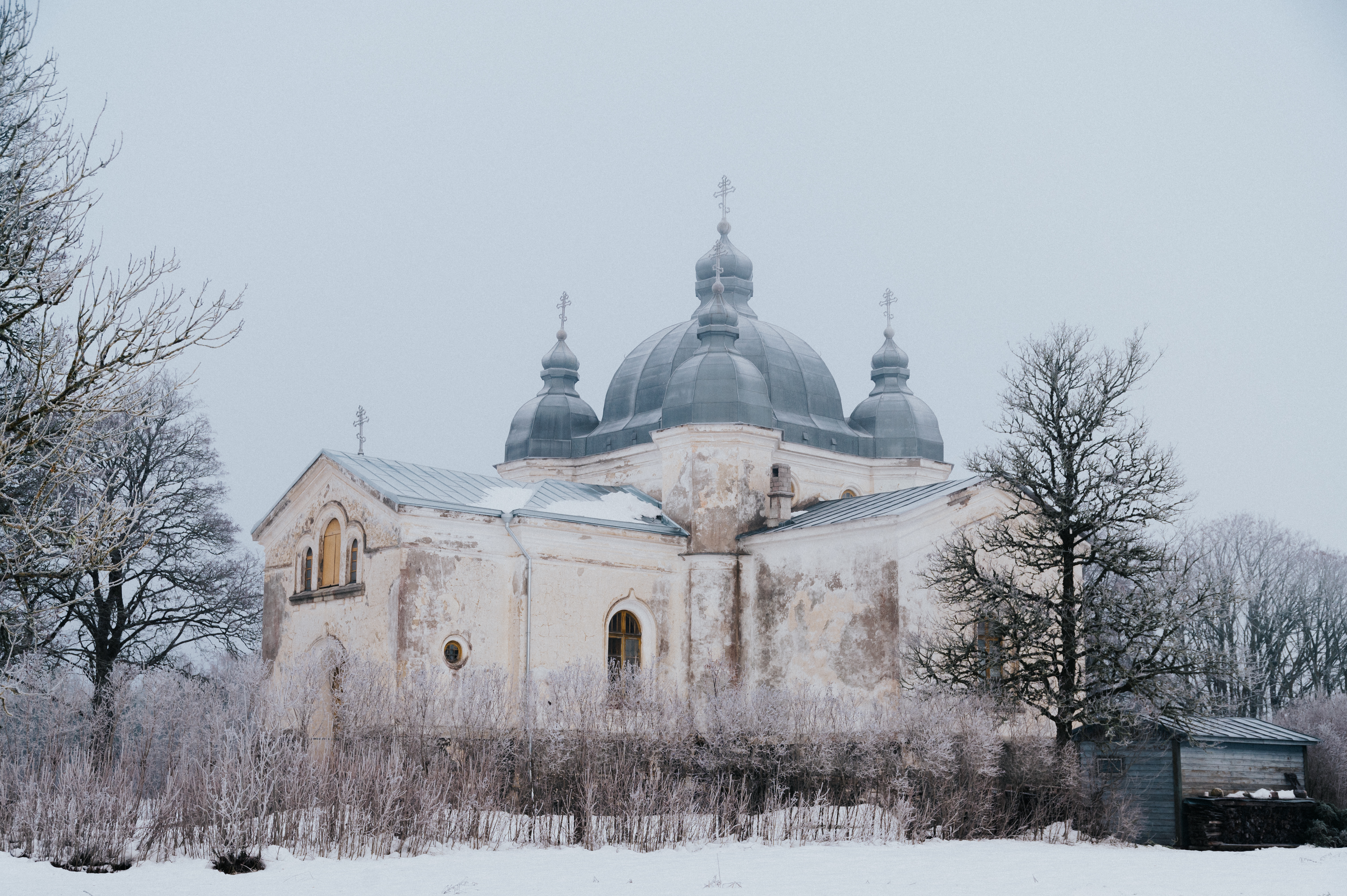
Церковь Святой Ольги
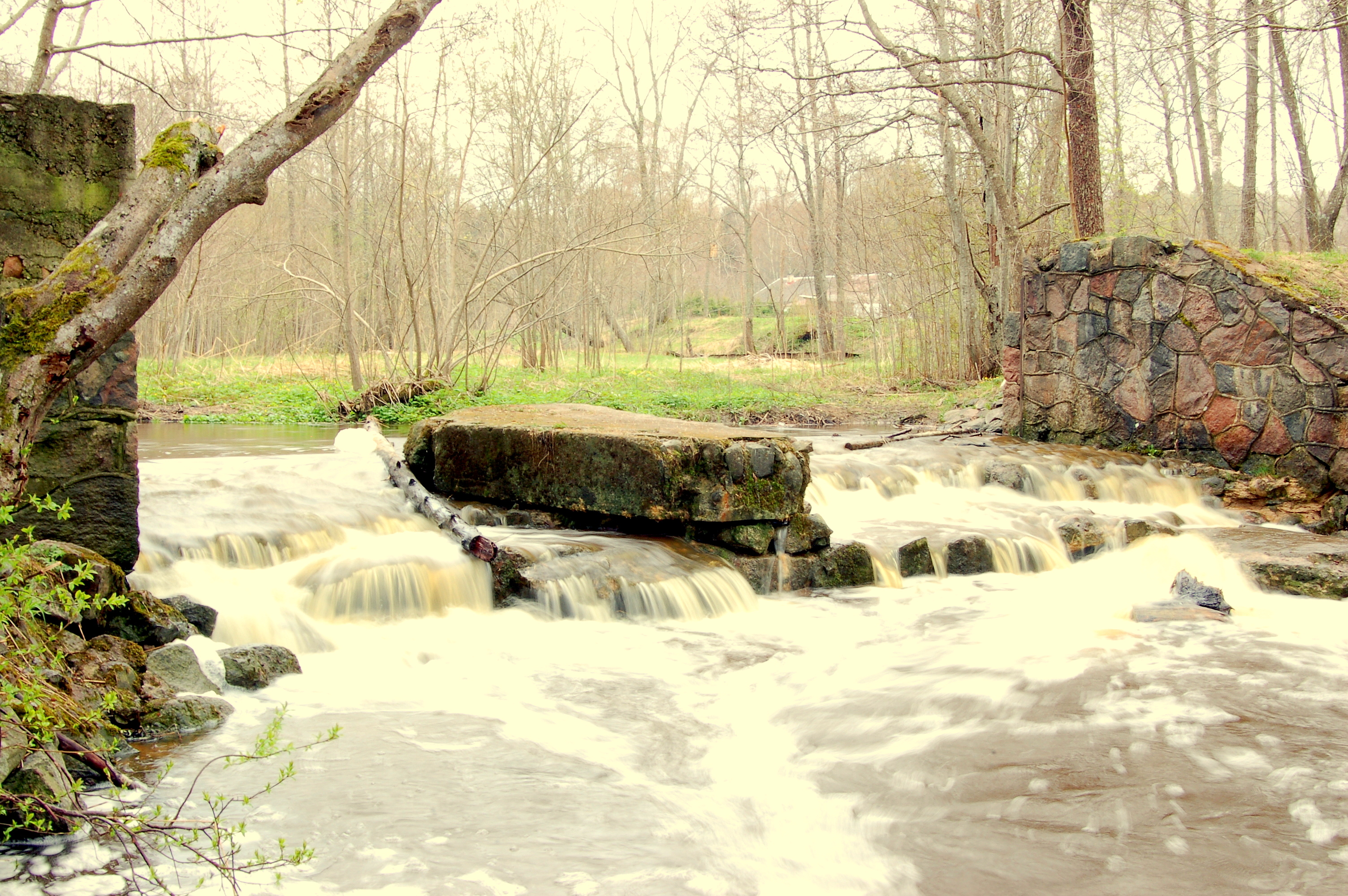
Плотина бывшей водяной мельницы
Памятник на братской могиле советских воинов, павших в ВОВ. Демонтирован в 2023 году